# Languédias
Languédias é uma comuna francesa na região administrativa da Bretanha, no departamento Côtes-d'Armor. Estende-se por uma área de 8,59 km². Em 2010 a comuna tinha 552 habitantes (densidade: 64,3 hab./km²).